# Hypselorhachis mirabilis
L'ipselorachide (Hypselorhachis mirabilis) è un rettile estinto, forse appartenente ai poposauroidi. Visse nel Triassico medio (Anisico, circa 242 milioni di anni fa) e i suoi resti fossili sono stati ritrovati in Tanzania.

## Descrizione
Tutto ciò che si conosce di questo animale è una singola vertebra fossile, rinvenuta nel Lifua Member dei Manda Beds, in Tanzania. L'unica caratteristica che permette di distinguere Hypselorhachis da altri animali dotati di vertebre simili si trova nella prezigapofisi; a causa della mancanza di materiale adeguato, non è possibile ricostruire l'aspetto di Hypselorhachis, e le comparazioni tra questo animale e altri arcosauri triassici si devono basare solo sulle vertebre. Poiché la spina neurale della vertebra di Hypselorhachis era allungata (circa cinque volte l'altezza del centro vertebrale), si suppone che questo animale fosse dotato di una sorta di "vela dorsale" retta dalle proiezioni delle vertebre dorsali; questa caratteristica si riscontra anche in altri arcosauri arcaici come Ctenosauriscus, Arizonasaurus e Lotosaurus.